# Köpenhamns omgivnings storkrets
Köpenhamns storkrets (danska: Københavns omegns storkreds) är en av tio storkretsar som används vid val till Folketinget sedan 2007. Den är indelad i valkretsarna Gentofte, Lyngby, Gladsaxe, Rødovre, Hvidovre, Brøndby, Taastrup och Ballerup.

## Valresultat

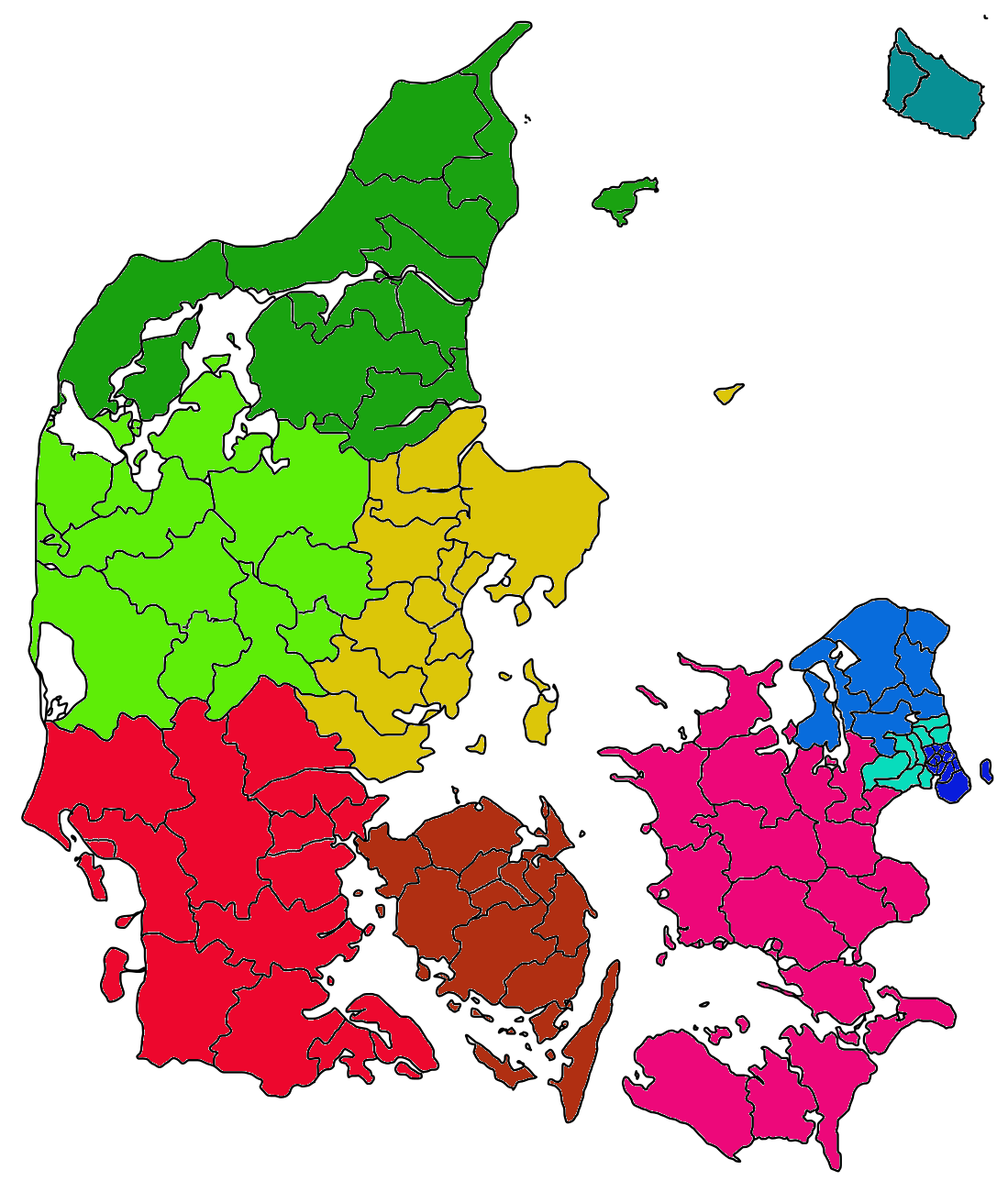
Storkretsar med Köpenhamns omgivning och valkretsar (avgränsade med svarta sträck)

| Parti                       | 2007    | 2011    | 2015    | 2019    | 2022    |
| --------------------------- | ------- | ------- | ------- | ------- | ------- |
| Socialdemokratiet           | 27,6    | 25,7    | 29,1    | 25,8    | 27,6    |
| Venstre                     | 19,5    | 22,1    | 14,8    | 17,2    | 10,2    |
| Dansk Folkeparti            | 14,6    | 12,8    | 20,1    | 8,2     | 3,7     |
| Socialistisk Folkeparti     | 13,3    | 8,8     | 4,7     | 9,4     | 9,5     |
| Det Konservative Folkeparti | 13,2    | 6,9     | 4,5     | 9,4     | 7,2     |
| Radikale Venstre            | 5,5     | 10,7    | 5,4     | 10,9    | 5,1     |
| Liberal Alliance            | 3,3     | 5,3     | 8,4     | 2,6     | 8,0     |
| Enhedslisten                | 2,5     | 7,3     | 8,2     | 7,2     | 5,4     |
| Kristendemokraterne         | 0,5     | 0,3     | 0,4     | 0,9     | 0,4     |
| Alternativet                |         |         | 4,4     | 3,1     | 3,0     |
| Nye Borgerlige              |         |         |         | 2,3     | 2,9     |
| Stram Kurs                  |         |         |         | 1,9     |         |
| Klaus Riskær Pedersen       |         |         |         | 0,8     |         |
| Moderaterne                 |         |         |         |         | 10,8    |
| Frie Grønne                 |         |         |         |         | 2,3     |
| Danmarksdemokraterne        |         |         |         |         | 3,8     |
| Partilösa                   | 0,0     | 0,1     | 0,2     | 0,3     | 0,1     |
| Röstande                    | 310 515 | 319 905 | 310 812 | 309 557 | 301 205 |

## Valda
| Krets                       | 2007                                                                         | 2011                                                                         | 2015                                                                 | 2019                                                           | 2022                                                                          |
| --------------------------- | ---------------------------------------------------------------------------- | ---------------------------------------------------------------------------- | -------------------------------------------------------------------- | -------------------------------------------------------------- | ----------------------------------------------------------------------------- |
| Socialdemokratiet           | Mette Frederiksen, Mogens Lykketoft, Morten Bødskov, Sophie Hæstorp Andersen | Mette Frederiksen, Mogens Lykketoft, Morten Bødskov, Sophie Hæstorp Andersen | Mette Frederiksen, Mattias Tesfaye, Mogens Lykketoft, Morten Bødskov | Mattias Tesfaye, Morten Bødskov, Jeppe Bruus, Kasper Sand Kjær | Mattias Tesfaye, Morten Bødskov, Jeppe Bruus, Kasper Sand Kjær, Maria Durhuus |
| Venstre                     | Bertel Haarder, Karen Ellemann, Gitte Lillelund Bech                         | Karen Ellemann, Gitte Lillelund Bech, Eyvind Vesselbo                        | Karen Ellemann, Morten Løkkegaard                                    | Karen Ellemann, Mads Fuglede, Kim Valentin                     | Karen Ellemann                                                                |
| Dansk Folkeparti            | Søren Espersen, Mikkel Dencker                                               | Søren Espersen, Mikkel Dencker                                               | Pia Kjærsgaard, Mikkel Dencker, Kenneth Kristensen Berth             | Pia Kjærsgaard                                                 | Morten Messerschmidt                                                          |
| Socialistisk Folkeparti     | Holger K. Nielsen, Hanne Agersnap                                            | Holger K. Nielsen                                                            | Holger K. Nielsen                                                    | Ina Strøjer-Schmidt                                            | Sigurd Agersnap                                                               |
| Det Konservative Folkeparti | Connie Hedegaard, Charlotte Dyremose                                         | Benedikte Kiær                                                               | Rasmus Jarlov                                                        | Rasmus Jarlov                                                  | Rasmus Jarlov                                                                 |
| Radikale Venstre            | Morten Helveg Petersen                                                       | Sofie Carsten Nielsen, Nadeem Farooq                                         | Sofie Carsten Nielsen                                                | Sofie Carsten Nielsen, Stinus Lindgreen                        | Sofie Carsten Nielsen                                                         |
| Liberal Alliance            |                                                                              | Joachim B. Olsen                                                             | Joachim B. Olsen                                                     |                                                                | Steffen Larsen                                                                |
| Enhedslisten                | Frank Aaen                                                                   | Frank Aaen                                                                   | Søren Søndergaard                                                    | Søren Søndergaard                                              | Søren Søndergaard                                                             |
| Alternativet                |                                                                              |                                                                              | Ulla Sandbæk                                                         | Sikandar Siddique                                              |                                                                               |
| Moderaterne                 |                                                                              |                                                                              |                                                                      |                                                                | Monika Rubin, Rasmus Lund-Nielsen                                             |
| Danmarksdemokraterne        |                                                                              |                                                                              |                                                                      |                                                                | Charlotte Munch                                                               |